# Гриценко Віталій Володимирович
Віталій Володимирович Гриценко (1989—2022) — лейтенант збройних сил України, учасник російсько-української війни.

## Життєпис
Народився 10 квітня 1989 року в Шостці. Після закінчення школи навчався хіміко-технологічному коледжі ім. І. Кожедуба, а згодом вступає до Сумського державного університету.
У 2014 році мобілізований на військову службу, був командиром взводу. 
У квітні 2022 року був призваний до лав збройних сил.
Загинув 17 травня 2022 року на Чернігівщині від російського ракетного удару.

## Нагороди
- Орден Данила Галицького[1].